# Kirby Air Riders
Kirby Air Riders es un videojuego de carreras y acción desarrollado por Sora Ltd y Bandai Namco Studios y distribuido por Nintendo. Es la secuela de Kirby Air Ride, originalmente lanzado en 2003 para la consola Nintendo Gamecube. Es el primer juego de la serie en no tener a HAL Laboratory involucrado en el desarrollo pese a ser el estudio propietario de la franquicia.
El juego es dirigido por el creador de Kirby, Masahiro Sakurai, quien vuelve a dirigir un juego de esta franquicia 22 años después de su salida de HAL Laboratory. Su lanzamiento esta previsto para el 20 de noviembre de 2025, para la consola Nintendo Switch 2.

## Lanzamiento
El videojuego fue presentado en la presentación Nintendo Direct del 2 de abril de 2025, en donde se contempló el primer tráiler, este metraje incluye un extracto de la banda sonora, una animación representativa del juego y la presentación de la fecha de lanzamiento y del director del juego.